# J1 League 2019
La J1 League 2019, también conocida como la Meiji Yasuda J1 League 2019 por razones de patrocinio, fue la quincuagésima cuarta temporada de la máxima categoría del fútbol en Japón, y la vigesimoséptima desde el establecimiento de la J. League en el año 1993. El torneo comenzó el 22 de febrero de 2019 y finalizó el 7 de diciembre de 2019.

## Equipos
Un total de 18 equipos disputan la liga. Solo hubo dos modificaciones en 2018, pues Kashiwa Reysol y V-Varen Nagasaki descendieron a J2 League 2019. Matsumoto Yamaga, campeón de la J2 2018, retorna a la J1 tras una ausencia de tres años, y Oita Trinita vuelve a la máxima categoría luego de seis temporadas. Ambos clubes permanecieron solo una temporada la última vez que estuvieron en J1.

### Ascensos y descensos
| Pos  | Descendidos en la temporada 2018 |
| ---- | -------------------------------- |
| 17.º | Kashiwa Reysol                   |
| 18.º | V-Varen Nagasaki                 |

| Pos | Ascendidos de la J2 League 2018 |
| --- | ------------------------------- |
| 1.º | Matsumoto Yamaga                |
| 2.º | Oita Trinita                    |

### Datos generales
| Equipo              | Ciudad        | Estadio                              | Capacidad     |
| ------------------- | ------------- | ------------------------------------ | ------------- |
| Cerezo Osaka        | Osaka         | Estadio Yanmar Nagai Estadio Kincho  | 47 816 18 000 |
| Consadole Sapporo   | Sapporo       | Sapporo Dome                         | 41 484        |
| FC Tokyo            | Tokio         | Estadio Ajinomoto                    | 50 100        |
| Gamba Osaka         | Suita (Osaka) | Estadio Panasonic Suita              | 40 000        |
| Júbilo Iwata        | Iwata         | Estadio Yamaha                       | 20 000        |
| Kashima Antlers     | Kashima       | Estadio de Kashima                   | 45 728        |
| Kawasaki Frontale   | Kawasaki      | Estadio Todoroki Kawasaki            | 25 000        |
| Matsumoto Yamaga    | Matsumoto     | Sunpro Alwin                         | 20 396        |
| Nagoya Grampus      | Nagoya        | Estadio Toyota Estadio Paloma Mizuho | 45 000 27 000 |
| Oita Trinita        | Oita          | Showa Denko Dome Oita                | 40 000        |
| Sanfrecce Hiroshima | Hiroshima     | Estadio EDION Hiroshima              | 50 000        |
| Sagan Tosu          | Tosu (Saga)   | Estadio de Tosu                      | 24 490        |
| Shimizu S-Pulse     | Shizuoka      | Estadio IAI Nihondaira               | 20 339        |
| Shonan Bellmare     | Hiratsuka     | Estadio Shonan BMW Hiratsuka         | 18 500        |
| Urawa Reds          | Saitama       | Estadio Saitama 2002                 | 63 700        |
| Vegalta Sendai      | Sendai        | Estadio Yurtec Sendai                | 19 694        |
| Vissel Kobe         | Kobe          | Misaki Park Stadium                  | 31 000        |
| Yokohama F. Marinos | Yokohama      | Estadio Nissan                       | 72 370        |

### Personal y equipaciones
| Club                       | Entrenador          | Capitán           | Firma deportiva |
| -------------------------- | ------------------- | ----------------- | --------------- |
| Hokkaido Consadole Sapporo | Mihailo Petrović    | Hiroki Miyazawa   | Kappa           |
| Vegalta Sendai             | Susumu Watanabe     | Kazuki Oiwa       | Adidas          |
| Kashima Antlers            | Go Oiwa             | Atsuto Uchida     | Nike            |
| Urawa Red Diamonds         | Oswaldo de Oliveira | Yōsuke Kashiwagi  | Nike            |
| FC Tokyo                   | Kenta Hasegawa      | Keigo Higashi     | Umbro           |
| Kawasaki Frontale          | Toru Oniki          | Yu Kobayashi      | Puma            |
| Yokohama F. Marinos        | Ange Postecoglou    | Takuya Kida       | Adidas          |
| Shonan Bellmare            | Cho Kwi-jea         | Kazunari Ono      | Penalty         |
| Shimizu S-Pulse            | Jan Jönsson         | Ryo Takeuchi      | Puma            |
| Júbilo Iwata               | Fernando Jubero     | Nagisa Sakurauchi | Puma            |
| Nagoya Grampus             | Yahiro Kazama       | Yuichi Maruyama   | Mizuno          |
| Gamba Osaka                | Tsuneyasu Miyamoto  | Genta Miura       | Umbro           |
| Cerezo Osaka               | Miguel Ángel Lotina | Hiroshi Kiyotake  | Puma            |
| Vissel Kobe                | Takayuki Yoshida    | Lukas Podolski    | Asics           |
| Sanfrecce Hiroshima        | Hiroshi Jofuku      | Toshihiro Aoyama  | Nike            |
| Sagan Tosu                 | Kim Myung-hwi       | Akito Fukuta      | New Balance     |
| Matsumoto Yamaga           | Yasuharu Sorimachi  | Yuya Hashiuchi    | Adidas          |
| Oita Trinita               | Tomohiro Katanosaka | Yoshinori Suzuki  | Puma            |

### Cambios de entrenador
| Equipo       | Entrenador        | Razón del cese | Fecha de salida     | Entrenador entrante | Fecha de nombramiento |
| ------------ | ----------------- | -------------- | ------------------- | ------------------- | --------------------- |
| Vissel Kobe  | Juan Manuel Lillo | Mutuo acuerdo  | 17 de abril de 2019 | Takayuki Yoshida    | 17 de abril de 2019   |
| Sagan Tosu   | Lluís Carreras    | Mutuo acuerdo  | mayo de 2019        | Kim Myung-hwi       | mayo de 2019          |
| Júbilo Iwata | Hiroshi Nanami    | Mutuo acuerdo  | agosto de 2019      | Fernando Jubero     | agosto de 2019        |

## Clasificación
| Pos. | Equipo                     | Pts. | PJ | G  | E  | P  | GF | GC | Dif. | Clasificación o descenso                                   |
| ---- | -------------------------- | ---- | -- | -- | -- | -- | -- | -- | ---- | ---------------------------------------------------------- |
| 1    | Yokohama F. Marinos (C)    | 70   | 34 | 22 | 4  | 8  | 68 | 38 | +30  | Fase de grupos de la Liga de Campeones de la AFC 2020      |
| 2    | FC Tokyo                   | 64   | 34 | 19 | 7  | 8  | 46 | 29 | +17  | Tercera fase previa de la Liga de Campeones de la AFC 2020 |
| 3    | Kashima Antlers            | 63   | 34 | 18 | 9  | 7  | 54 | 30 | +24  | Tercera fase previa de la Liga de Campeones de la AFC 2020 |
| 4    | Kawasaki Frontale          | 58   | 34 | 15 | 13 | 6  | 57 | 34 | +23  |                                                            |
| 5    | Cerezo Osaka               | 59   | 34 | 18 | 5  | 11 | 39 | 25 | +14  |                                                            |
| 6    | Sanfrecce Hiroshima        | 55   | 34 | 15 | 10 | 9  | 45 | 29 | +16  |                                                            |
| 7    | Gamba Osaka                | 47   | 34 | 12 | 11 | 11 | 54 | 48 | +6   |                                                            |
| 8    | Vissel Kobe                | 47   | 34 | 14 | 5  | 15 | 61 | 59 | +2   | Fase de grupos de la Liga de Campeones de la AFC 2020      |
| 9    | Oita Trinita               | 47   | 34 | 12 | 11 | 11 | 35 | 35 | 0    |                                                            |
| 10   | Hokkaido Consadole Sapporo | 46   | 34 | 13 | 7  | 14 | 54 | 49 | +5   |                                                            |
| 11   | Vegalta Sendai             | 41   | 34 | 12 | 5  | 17 | 38 | 45 | −7   |                                                            |
| 12   | Shimizu S-Pulse            | 39   | 34 | 11 | 6  | 17 | 45 | 69 | −24  |                                                            |
| 13   | Nagoya Grampus             | 37   | 34 | 9  | 10 | 15 | 45 | 50 | −5   |                                                            |
| 14   | Urawa Red Diamonds         | 37   | 34 | 9  | 10 | 15 | 34 | 50 | −16  |                                                            |
| 15   | Sagan Tosu                 | 36   | 34 | 10 | 6  | 18 | 32 | 53 | −21  |                                                            |
| 16   | Shonan Bellmare            | 36   | 34 | 10 | 6  | 18 | 40 | 63 | −23  | Promoción J1/J2                                            |
| 17   | Matsumoto Yamaga           | 31   | 34 | 6  | 13 | 15 | 21 | 40 | −19  | Descenso a la J2 League 2020                               |
| 18   | Júbilo Iwata               | 31   | 34 | 8  | 7  | 19 | 29 | 51 | −22  | Descenso a la J2 League 2020                               |

 Fuente: Meiji Yasuda J1 League Standings
Notas:
1. ↑  Vissel Kobe se clasificó para la Liga de Campeones de la AFC 2020 al ganar la Copa del Emperador 2019.

|                                        |
|                                        |
| Campeón Yokohama F. Marinos 4.º título |

## Playoffs de Promoción–Relegación
En las dos primeras rondas de los Play-Offs J.League J1 / J2 2019 (2019 J1 参 入 プ レ ー オ フ), si el marcador está empatado después de 90 minutos, no se juega tiempo extra y el ganador es el equipo con el mejor ranking de la Liga J2 . En el partido final contra el equipo J1, si el marcador está empatado después de 90 minutos, no se juega tiempo extra y el equipo J1 gana.

### Final
| Fecha                   | Hora  | Ciudad    | Estadio                      | Local           | Resultado | Visitante        |
| ----------------------- | ----- | --------- | ---------------------------- | --------------- | --------- | ---------------- |
| 14 de diciembre de 2019 | 13:00 | Hiratsuka | Shonan BMW Stadium Hiratsuka | Shonan Bellmare | 1 - 1     | Tokushima Vortis |

## Evolución
| Yokohama F. Marinos                   | 3  | 2  | 3  | 7  | 8  | 5  | 5  | 9  | 8  | 6  | 7  | 6  | 5  | 3  | 4  | 2  | 3  | 2  | 2  | 2  | 3  | 4  | 5  | 3  | 3  | 3  | 3  | 3  | 3  | 3  | 2  | 1  | 1  | 1  |
| Tokyo F.C.                            | 10 | 3  | 2  | 1  | 2  | 2  | 2  | 1  | 1  | 1  | 1  | 1  | 1  | 1  | 1  | 1  | 1  | 1  | 1  | 1  | 1  | 1  | 1  | 1  | 1  | 1  | 1  | 2  | 2  | 2  | 1  | 2  | 2  | 2  |
| Kashima Antlers                       | 15 | 14 | 8  | 5  | 7  | 6  | 6  | 5  | 9  | 8  | 5  | 5  | 6  | 5  | 3  | 4  | 5  | 4  | 4  | 4  | 4  | 2  | 2  | 2  | 2  | 2  | 2  | 1  | 1  | 1  | 3  | 3  | 3  | 3  |
| Kawasaki Frontale                     | 10 | 11 | 13 | 13 | 10 | 10 | 8  | 7  | 6  | 4  | 4  | 4  | 2  | 2  | 2  | 3  | 2  | 3  | 3  | 3  | 2  | 3  | 3  | 4  | 5  | 4  | 5  | 4  | 6  | 4  | 4  | 4  | 4  | 4  |
| Cerezo Osaka                          | 5  | 10 | 14 | 14 | 12 | 11 | 13 | 14 | 13 | 11 | 10 | 11 | 9  | 9  | 10 | 9  | 7  | 7  | 6  | 6  | 7  | 8  | 7  | 6  | 6  | 6  | 4  | 6  | 5  | 6  | 5  | 5  | 5  | 5  |
| Sanfrecce Hiroshima                   | 6  | 11 | 7  | 4  | 3  | 1  | 1  | 2  | 3  | 7  | 8  | 8  | 7  | 8  | 8  | 8  | 9  | 8  | 7  | 7  | 5  | 5  | 4  | 5  | 4  | 5  | 6  | 5  | 4  | 4  | 6  | 6  | 6  | 6  |
| Gamba Osaka                           | 14 | 5  | 11 | 9  | 11 | 14 | 15 | 15 | 15 | 15 | 16 | 14 | 16 | 15 | 17 | 14 | 13 | 14 | 11 | 11 | 12 | 13 | 13 | 14 | 14 | 12 | 14 | 12 | 9  | 9  | 9  | 9  | 9  | 7  |
| Vissel Kobe                           | 16 | 9  | 5  | 6  | 4  | 7  | 10 | 11 | 12 | 13 | 13 | 15 | 13 | 13 | 11 | 13 | 11 | 13 | 15 | 15 | 15 | 15 | 15 | 12 | 12 | 9  | 9  | 9  | 10 | 10 | 10 | 10 | 10 | 8  |
| Oita Trinita                          | 4  | 8  | 6  | 3  | 6  | 4  | 3  | 4  | 4  | 3  | 3  | 3  | 4  | 6  | 6  | 6  | 4  | 5  | 5  | 5  | 6  | 6  | 8  | 8  | 8  | 8  | 8  | 8  | 7  | 8  | 7  | 7  | 7  | 9  |
| Consadole Sapporo                     | 17 | 7  | 4  | 10 | 13 | 15 | 11 | 8  | 7  | 5  | 6  | 7  | 8  | 7  | 7  | 5  | 6  | 6  | 8  | 8  | 8  | 7  | 6  | 7  | 7  | 7  | 7  | 7  | 8  | 7  | 8  | 8  | 8  | 10 |
| Vegalta Sendai                        | 10 | 15 | 16 | 18 | 18 | 16 | 17 | 17 | 16 | 17 | 14 | 16 | 18 | 16 | 13 | 11 | 10 | 11 | 13 | 13 | 12 | 14 | 14 | 15 | 15 | 14 | 12 | 14 | 11 | 12 | 11 | 11 | 11 | 11 |
| Shimizu S-Pulse                       | 6  | 16 | 17 | 17 | 17 | 18 | 16 | 13 | 14 | 16 | 17 | 18 | 17 | 18 | 15 | 12 | 14 | 12 | 14 | 14 | 14 | 12 | 12 | 13 | 13 | 10 | 10 | 11 | 13 | 13 | 15 | 15 | 15 | 12 |
| Nagoya Grampus                        | 1  | 1  | 1  | 2  | 1  | 3  | 4  | 3  | 2  | 2  | 2  | 2  | 3  | 4  | 5  | 7  | 8  | 9  | 9  | 10 | 10 | 9  | 9  | 9  | 9  | 11 | 11 | 13 | 14 | 14 | 12 | 12 | 12 | 13 |
| Urawa Red Diamonds                    | 10 | 17 | 10 | 8  | 9  | 9  | 7  | 6  | 5  | 9  | 9  | 10 | 11 | 10 | 9  | 10 | 12 | 10 | 10 | 9  | 9  | 10 | 10 | 11 | 11 | 15 | 13 | 10 | 12 | 9  | 13 | 13 | 13 | 14 |
| Sagan Tosu                            | 18 | 18 | 18 | 15 | 15 | 17 | 18 | 18 | 18 | 18 | 18 | 17 | 14 | 17 | 18 | 18 | 16 | 16 | 18 | 18 | 17 | 16 | 16 | 16 | 16 | 16 | 16 | 16 | 15 | 15 | 14 | 14 | 14 | 15 |
| Shonan Bellmare                       | 2  | 6  | 12 | 11 | 5  | 8  | 9  | 12 | 10 | 10 | 11 | 9  | 10 | 11 | 12 | 15 | 15 | 15 | 12 | 12 | 11 | 11 | 11 | 10 | 10 | 13 | 15 | 15 | 16 | 16 | 16 | 16 | 16 | 16 |
| Matsumoto Yamaga                      | 6  | 4  | 9  | 12 | 14 | 12 | 12 | 10 | 11 | 12 | 12 | 13 | 12 | 12 | 14 | 16 | 17 | 17 | 17 | 16 | 16 | 17 | 17 | 17 | 17 | 17 | 17 | 17 | 17 | 17 | 17 | 17 | 17 | 17 |
| Júbilo Iwata                          | 6  | 11 | 15 | 16 | 16 | 13 | 14 | 16 | 17 | 14 | 15 | 12 | 15 | 14 | 16 | 17 | 18 | 18 | 16 | 17 | 18 | 18 | 18 | 18 | 18 | 18 | 18 | 18 | 18 | 18 | 18 | 18 | 18 | 18 |
| Actualizado el 7 de diciembre de 2019 |    |    |    |    |    |    |    |    |    |    |    |    |    |    |    |    |    |    |    |    |    |    |    |    |    |    |    |    |    |    |    |    |    |    |

## Resultados
| Local \ Visitante   | ANT | BEL | CER | CON | FMA | FRO | GAM | GRA | JUB | RED | SAG | SFR | SSP | TOK | TRI | VEG | VIS | YAM |
| ------------------- | --- | --- | --- | --- | --- | --- | --- | --- | --- | --- | --- | --- | --- | --- | --- | --- | --- | --- |
| Kashima Antlers     | —   | 1–0 | 2–0 | 1–1 | 2–1 | 0–2 | 2–2 | 2–1 | 2–0 | 1–0 | 2–1 | 2–2 | 3–0 | 2–0 | 1–2 | 1–0 | 1–3 | 5–0 |
| Shonan Bellmare     | 3–2 | —   | 0–2 | 2–0 | 1–2 | 0–5 | 0–3 | 1–1 | 0–2 | 1–1 | 2–3 | 1–0 | 0–6 | 2–3 | 0–1 | 2–1 | 3–1 | 1–1 |
| Cerezo Osaka        | 0–1 | 1–0 | —   | 0–1 | 3–0 | 2–1 | 3–1 | 3–0 | 2–0 | 1–2 | 1–2 | 0–1 | 2–1 | 1–0 | 0–0 | 0–0 | 1–0 | 1–1 |
| Consadole Sapporo   | 1–3 | 5–2 | 0–1 | —   | 3–0 | 1–2 | 0–0 | 3–0 | 1–2 | 1–1 | 3–1 | 1–0 | 5–2 | 1–1 | 1–2 | 1–3 | 2–1 | 1–1 |
| Yokohama F. Marinos | 2–1 | 3–1 | 1–2 | 4–2 | —   | 2–2 | 3–1 | 1–1 | 4–0 | 3–1 | 0–0 | 3–0 | 0–1 | 3–0 | 1–0 | 2–1 | 4–1 | 1–0 |
| Kawasaki Frontale   | 1–1 | 2–0 | 1–1 | 1–1 | 1–4 | —   | 0–1 | 1–1 | 2–0 | 1–1 | 0–0 | 2–1 | 2–2 | 0–0 | 3–1 | 3–1 | 1–2 | 0–0 |
| Gamba Osaka         | 1–1 | 1–0 | 1–0 | 5–0 | 2–3 | 2–2 | —   | 2–3 | 1–1 | 0–1 | 1–0 | 1–1 | 1–0 | 0–0 | 1–1 | 2–0 | 3–4 | 4–1 |
| Nagoya Grampus      | 0–1 | 0–2 | 2–0 | 4–0 | 1–5 | 3–0 | 2–2 | —   | 1–0 | 2–0 | 0–0 | 1–0 | 1–2 | 1–2 | 1–1 | 0–2 | 3–0 | 0–1 |
| Júbilo Iwata        | 1–1 | 2–3 | 0–2 | 1–2 | 0–2 | 1–3 | 0–0 | 2–1 | —   | 1–3 | 2–2 | 0–2 | 1–2 | 0–1 | 1–2 | 2–0 | 1–1 | 1–1 |
| Urawa Red Diamonds  | 1–1 | 2–3 | 1–2 | 0–2 | 0–3 | 0–2 | 2–3 | 2–2 | 0–1 | —   | 2–1 | 0–4 | 2–1 | 1–1 | 0–1 | 1–0 | 1–0 | 1–2 |
| Sagan Tosu          | 1–0 | 0–2 | 0–1 | 0–2 | 1–2 | 0–1 | 3–1 | 0–4 | 1–0 | 3–3 | —   | 0–2 | 4–2 | 2–1 | 2–2 | 2–1 | 1–6 | 1–0 |
| Sanfrecce Hiroshima | 0–0 | 2–0 | 1–1 | 1–0 | 0–1 | 3–2 | 3–0 | 1–1 | 0–0 | 1–1 | 0–1 | —   | 1–1 | 0–1 | 0–0 | 1–0 | 6–2 | 1–0 |
| Shimizu S-Pulse     | 0–4 | 1–3 | 1–0 | 0–8 | 3–2 | 0–4 | 2–4 | 3–2 | 1–2 | 0–2 | 1–0 | 1–2 | —   | 0–2 | 1–1 | 4–3 | 2–1 | 1–0 |
| FC Tokyo            | 3–1 | 1–1 | 3–0 | 2–0 | 4–2 | 0–3 | 3–1 | 1–0 | 1–0 | 1–1 | 2–0 | 0–1 | 2–1 | —   | 3–1 | 1–0 | 0–1 | 2–0 |
| Oita Trinita        | 0–1 | 2–1 | 0–2 | 2–1 | 2–0 | 0–1 | 2–1 | 1–1 | 1–2 | 2–0 | 2–0 | 0–1 | 1–1 | 0–2 | —   | 2–0 | 1–1 | 0–1 |
| Vegalta Sendai      | 0–4 | 1–1 | 0–2 | 2–1 | 1–1 | 2–2 | 2–1 | 3–1 | 2–1 | 0–0 | 3–0 | 2–1 | 2–0 | 2–0 | 2–0 | —   | 1–3 | 0–1 |
| Vissel Kobe         | 0–1 | 4–1 | 1–0 | 2–3 | 0–2 | 1–2 | 2–2 | 5–3 | 4–1 | 3–0 | 1–0 | 2–4 | 1–1 | 1–3 | 2–2 | 2–0 | —   | 2–1 |
| Matsumoto Yamaga    | 1–1 | 1–1 | 0–2 | 0–0 | 0–1 | 0–2 | 1–3 | 1–1 | 0–1 | 0–1 | 1–0 | 2–2 | 1–1 | 0–0 | 0–0 | 0–1 | 2–1 | —   |

### Goleadores
- Actualizado al 17 de octubre de 2019.
| Rank | Jugador           | Club                | Goles |
| ---- | ----------------- | ------------------- | ----- |
| 1    | Marcos Júnior     | Yokohama F. Marinos | 14    |
| 2    | Douglas           | Shimizu S-Pulse     | 13    |
| 3    | Shinzō Kōroki     | Urawa Red Diamonds  | 12    |
| 3    | David Villa       | Vissel Kobe         | 12    |
| 4    | Yu Kobayashi      | Kawasaki Frontale   | 11    |
| 4    | Serginho          | Kashima Antlers     | 11    |
| 4    | Edigar Junio      | Yokohama F. Marinos | 11    |
| 5    | Leandro Damião    | Kawasaki Frontale   | 9     |
| 6    | Yoshifumi Kashiwa | Sanfrecce Hiroshima | 8     |
| 7    | Sho Ito           | Kashima Antlers     | 7     |
| 7    | Ademilson         | Gamba Osaka         | 7     |
| 7    | Shu Kurata        | Gamba Osaka         | 7     |
| 7    | Douglas Vieira    | Sanfrecce Hiroshima | 7     |
| 7    | Mu Kanazaki       | Sagan Tosu          | 7     |
| 8    | Jô                | Nagoya Grampus      | 6     |
| 8    | Andrés Iniesta    | Vissel Kobe         | 6     |
| 8    | Wellington        | Vissel Kobe         | 6     |
| 8    | Bruno Mendes      | Cerezo Osaka        | 6     |
| 8    | Isaac Cuenca      | Sagan Tosu          | 6     |
| 9    | Kei Chinen        | Kawasaki Frontale   | 5     |